# Mario Gutiérrez
Mario Gutiérrez Mandado, nacido en Granada (España) el 7 de enero de 1977, es un reconocido guitarrista profesional de Rock y Metal que ha desarrollado su actividad en la banda española Azrael  con siete discos, dos como solista, y otros con Fausto Taranto. Además, ha colaborado con otras bandas y artistas de géneros muy variados como Flamenco o Jazz fusión. También destaca por ser el guitarrista, compositor y productor de la banda de Rock Starggia. 

## Carrera

### Inicios
Empezó a tocar la guitarra con 13 años con clases y desarrollo de manera autodidacta. Inicialmente forma una banda de amigos donde desarrolla sus habilidades hasta que, a los 17 años, entra en la banda de Metal Azrael. 

### Azrael y Solitario
Ingresó en Azrael en 1994, y en ese mismo año actuaron el Zaidín Rock junto a 091 y Barricada, cuando todavía no había cumplido los 18 años. Al año siguiente grabó el primer disco de Azrael Nada por Nadie en el año 1995, el cual se grabó en un 8 pistas.
Su segundo disco se lanzó en 1998 bajo el título Futuro y la edición de Ambar Producciones, un disco con una producción más elaborada y unos arreglos más cuidados, frutos del desarrollo y la evolución de la banda.
Mafia en el 1999 y Dimesion IV en el año 2000 son los dos discos claves donde la banda encuentra su identidad propia y su sonido identitario de Power Metal Progresivo y con reminiscencia de la música española. Estos dos discos llevaron al grupo a un reconocimiento mundial, siendo editados en una veintena de países, y llevando al grupo a tocar con bandas de prestigio internacional en festivales importantes. Por tanto a los 23 años de edad ya había grabado 4 discos y había alcanzado un éxito considerable con su banda tanto a nivel nacional como internacional.
Tras un parón con la banda, en 2005 Mario graba su primer disco instrumental en solitario titulado Climbo, donde experimenta con ritmos de amalgama de 7/8 y 5/4 y fusiona el rock con el flamenco. Este disco recibió muy buenas críticas por parte de algunas revistas específicas como Guitarrista o Guitarra Total, en las que Mario publicó varias lecciones durante ese año y el siguiente.
En 2007 Azrael lanza Libre, su quinto disco, donde la banda abrió sus horizontes hacia una propuesta más cercana al Hard Rock, abriendo la recepción de este disco hacia otro tipo de público. Este disco fue producido musicalmente por su propia discográfica llevada encabezada por Mario como productor musical.
En 2012, se lanza Metal Arena, su sexto disco que lanza a la banda a una gira de 12 conciertos por México y uno en Nicaragua. En México DF grabaron su videoclip para la canción “Para Bien o Para Mal”.
En ese mismo año termina su segundo trabajo en solitario Subatomic Energy que presenta un formato dividido en cuatro actos. En el primer acto aparecen temas de rock fusión instrumental y experimental donde hace un despliegue de toda su formación y experiencia. En el acto segundo son temas acústicos, el tercero, temas cantados por el mismo y el cuarto acto, temas de rock melódico con líneas más sencillas y comerciales. Este disco ha sido lanzado en formato digital en ese año y en formato físico en el año 2016.
En 2015 graba y edita el séptimo álbum de estudio junto con Azrael, Código Infinito, el disco más cuidado en cuanto a producción y edición. En este disco, como en los anteriores, Mario será el principal productor y compositor de las canciones.

### Starggia
En 2017 nace un nuevo proyecto llamado Starggia, donde el Rock Melódico y Progresivo dan forma a su homónimo E.P. de cuatro canciones.
En 2018 gracias a una campaña de micromecenazgo, ve la luz su L.P. debut: "The Chosen Ones". La banda recibe muy buenas críticas por parte de la prensa como Mariskal Rock: "..haciendo especial mención a los solos bien construidos, sentidos y con acertado hincapié melódico" o metalcry.com: ..."si hubiera llegado antes a mis manos no cabría duda que hubiera estado en mi top-10, preparaos porque la diosa cósmica de la sabiduría, la fuerza y la belleza ha despegado. Up the Starggians!!!"

### Fausto Taranto
En el verano de 2021 se une a la banda de metal con tintes flamencos Fausto Taranto.

### Colaboraciones
En 2009 graba un disco titulado Sold Souls con la banda de thrash metal progresivo Physical.
En 2011 graba junto al talentoso pianista Henry Vincent un disco de Jazz Fusión llamado Supernova.
A lo largo de su carrera ha colaborado con varios músicos de distintos géneros como la banda de versiones Chaman Cover Band, el pianista de jazz Henry Vincent o la cantautora Angela Muro. En la actualidad compagina su actividad de producción con la docencia, impartiendo clases de guitarra eléctrica en la  escuela municipal de música y danza de Ogíjares y dando máster class por toda la geografía española.

## Discografía

### Azrael
| Álbum           | Año  |
| --------------- | ---- |
| Nada por nadie  | 1995 |
| Futuro          | 1998 |
| Mafia           | 1999 |
| Dimensión IV    | 2000 |
| Libre           | 2007 |
| Metal Arena     | 2012 |
| Código Infinito | 2015 |

### Starggia
| Álbum           | Año  |
| --------------- | ---- |
| Stargia E.P     | 2017 |
| The Chosen Ones | 2018 |

### Solitario
| Álbum            | Año  |
| ---------------- | ---- |
| Climbo           | 2005 |
| Subatomic Energy | 2012 |

### Colaboraciones
| Grupo                           | Álbum                  | Año  | Canción                |
| ------------------------------- | ---------------------- | ---- | ---------------------- |
| Tributo a Iron Maiden           | Transilvania 666       | 2001 | “The Evil That Men Do” |
| Tributo a Barón Rojo            | Larga vida al Barón    | 2002 | “Resistiré”            |
| Physical                        | Sold Souls             | 2009 | (Álbum completo)       |
| Magnum                          | Inercia del caos       | 2012 | “Hipócrita”            |
| Anima Adversa                   | El sueño de los justos | 2013 | “Juegos De Guerra”     |
| Henry Vincent y Mario Gutiérrez | Supernova              | 2012 |                        |
| Angela Muro                     | Cuentos Chinos         | 2018 |                        |